# Bacteria aborigena
Bacteria aborigena är en insektsart som beskrevs av Giglio-Tos 1910. Bacteria aborigena ingår i släktet Bacteria och familjen Diapheromeridae. Inga underarter finns listade.